# Ford Transit
La Ford Transit és un model de furgoneta i camioneta produït per la Ford Motor Company a Europa i al Con Sud des de 1953. Al voltant de set milions de Transits s'han produït entre les quatre generacions bàsiques (el primer el 1965, el 1986, el 2000, i el 2013 respectivament).

## Generacions de models

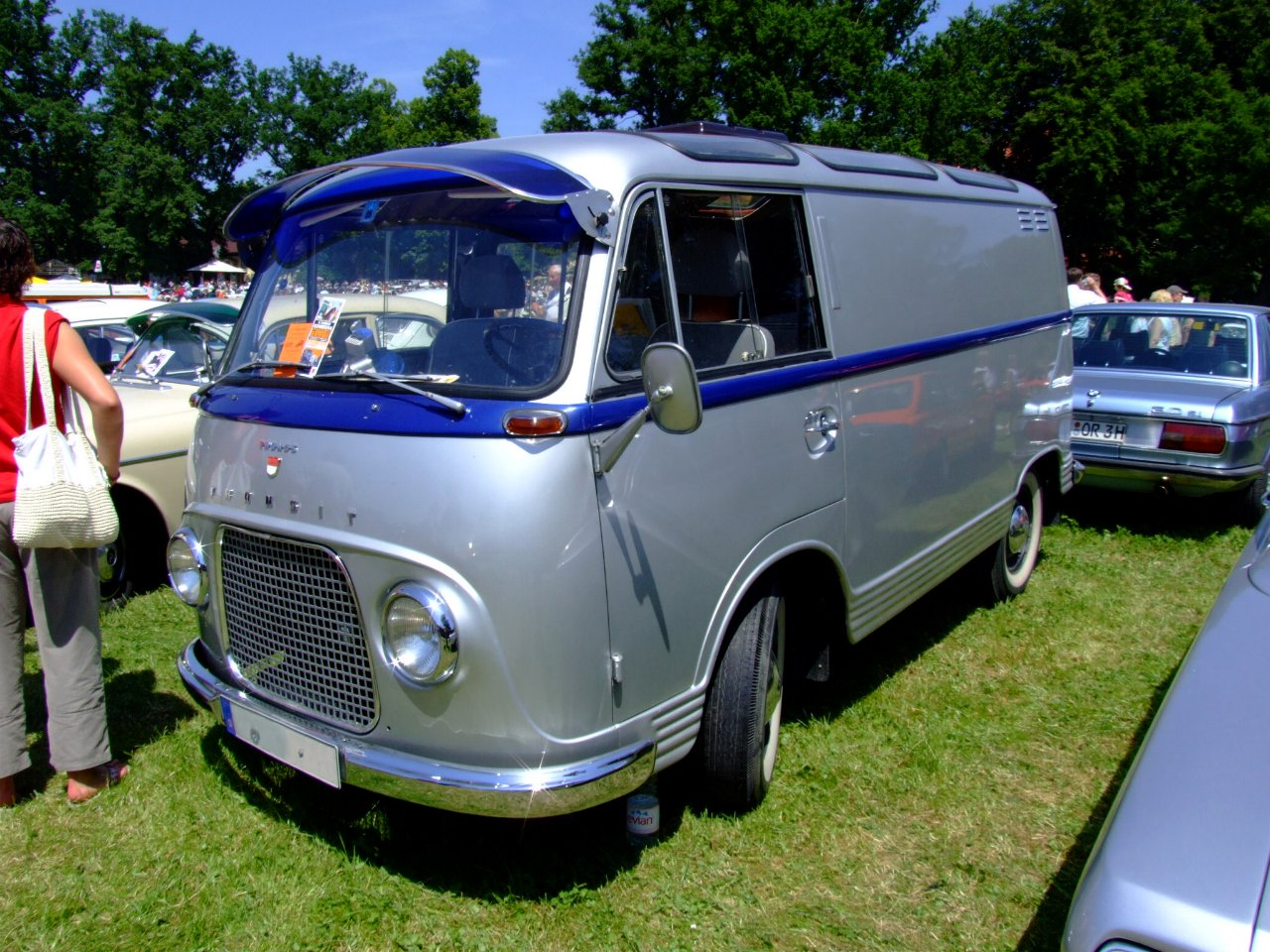
Primera generació (1953–1965)
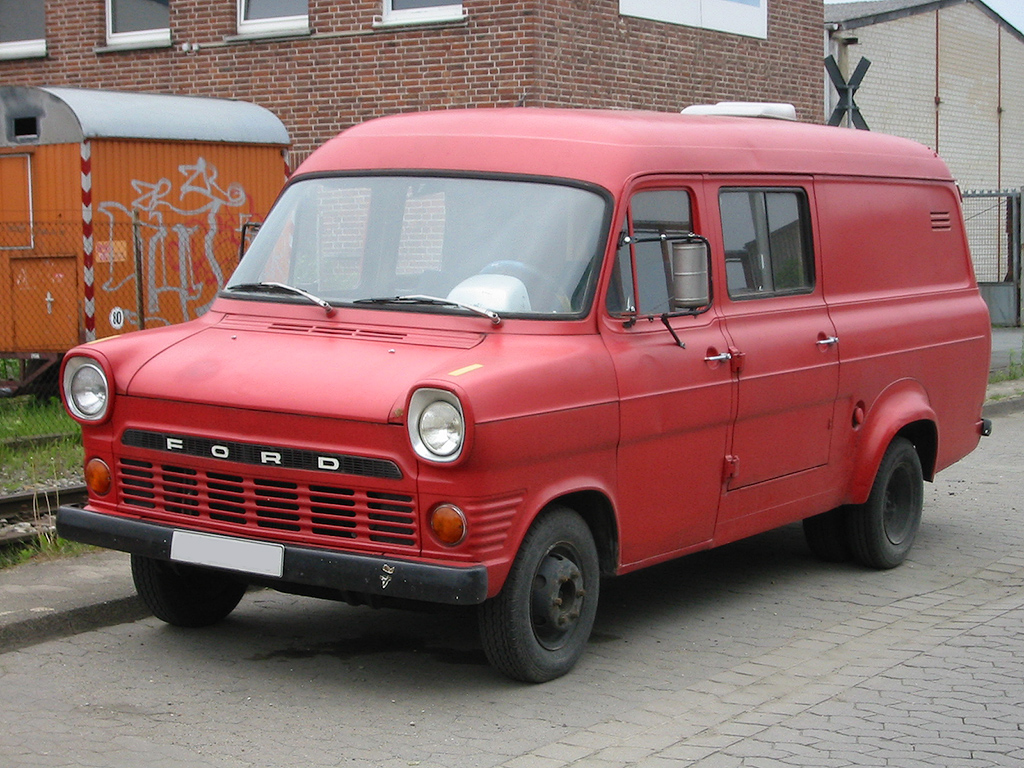
Segona generació (1965–1978)
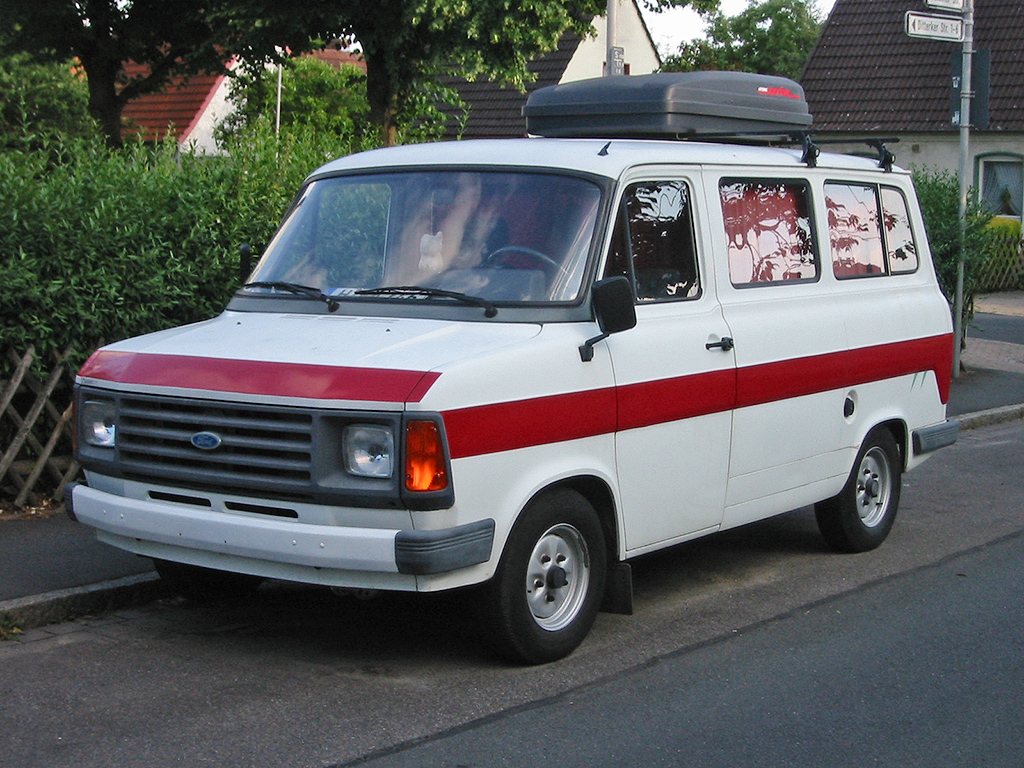
Tercera generació (1978–1986)
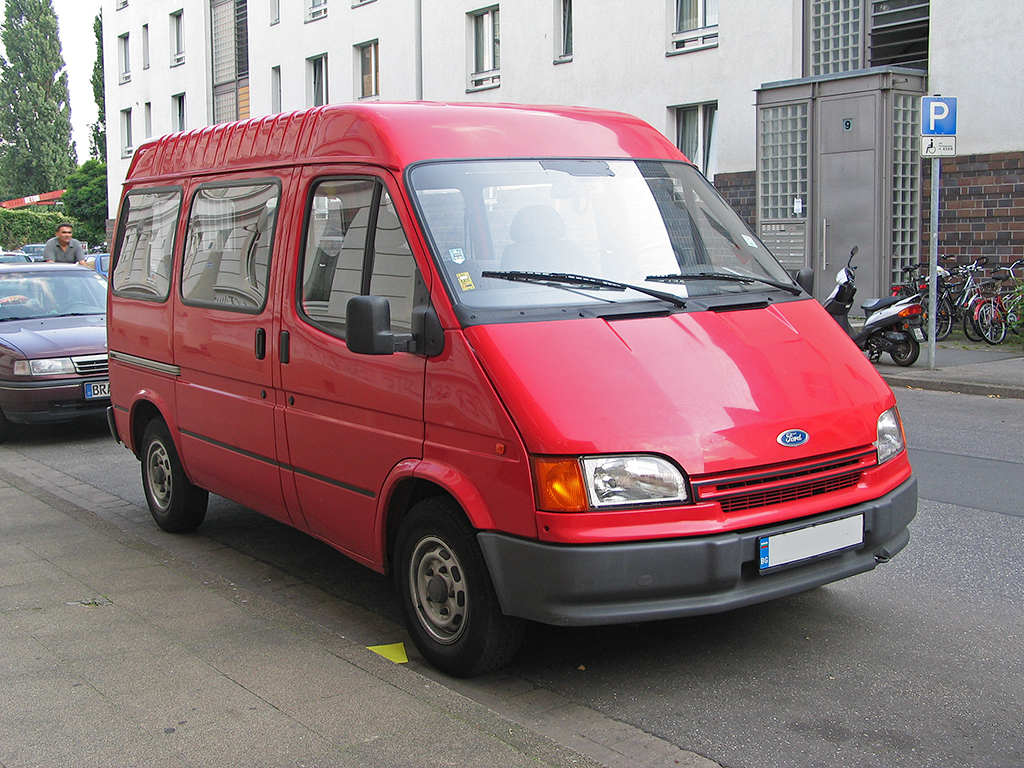
Quarta generació (1986–1999)
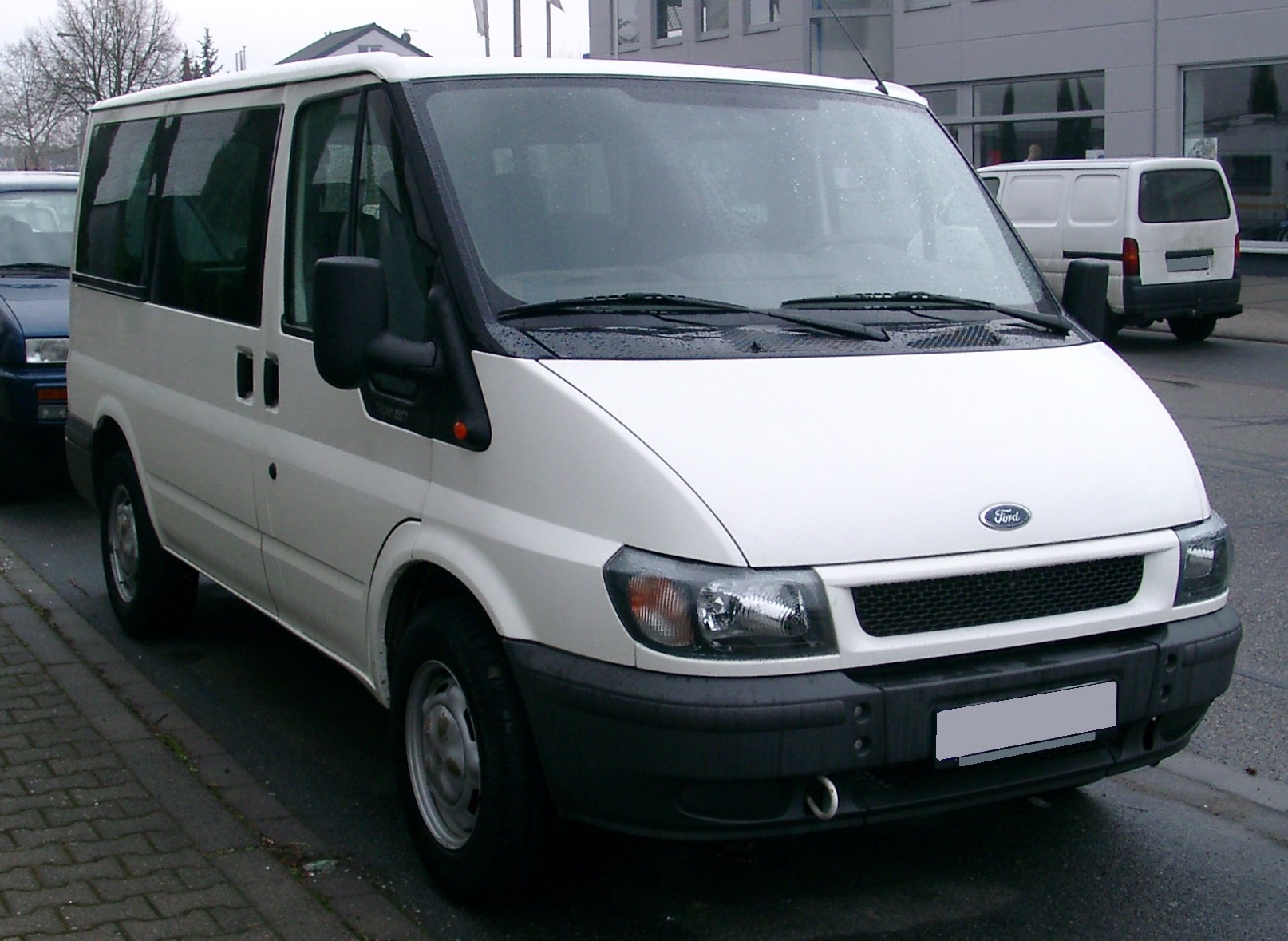
Cinquena generació (2000–2006)
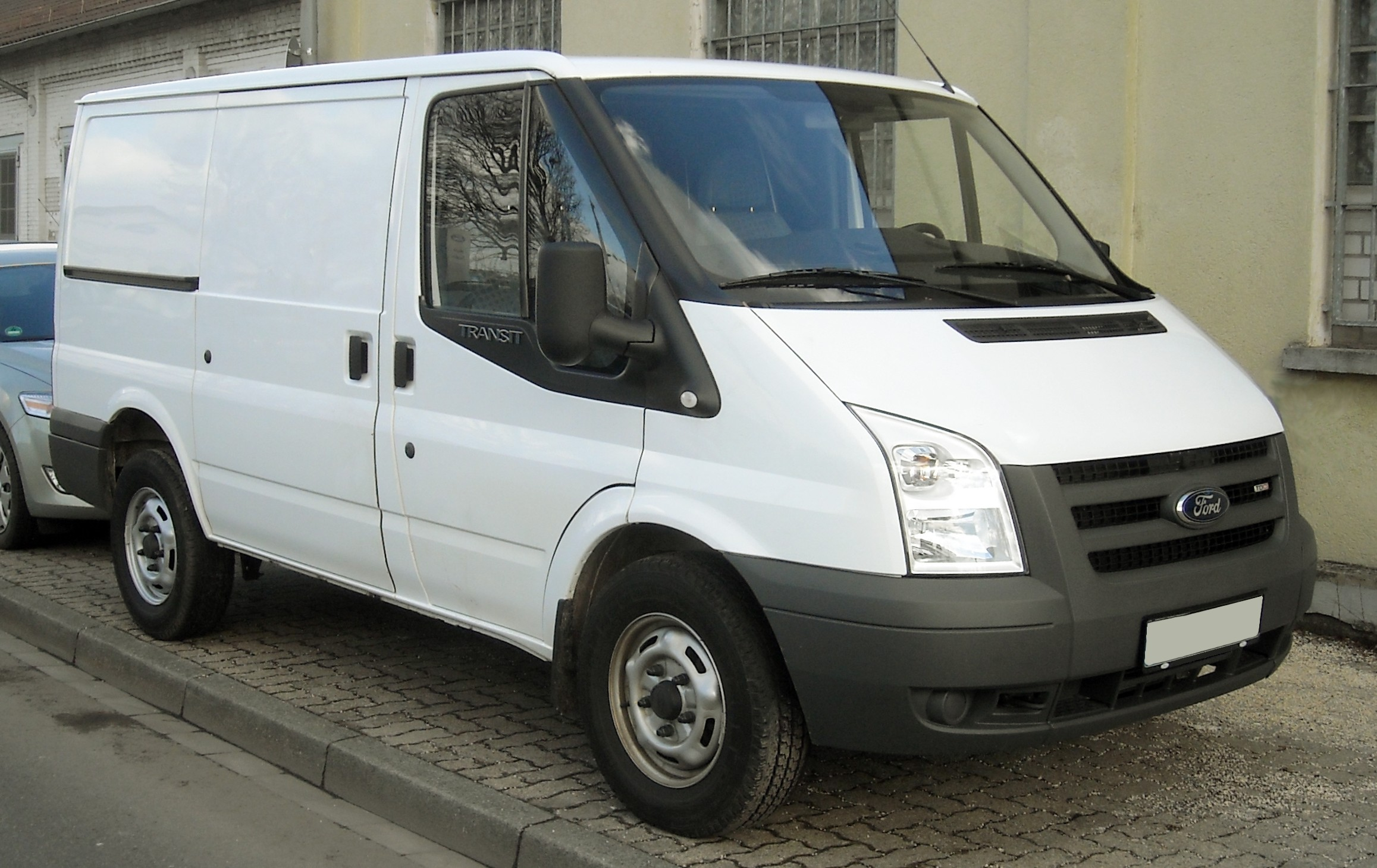
Sisena generació (2006–present)
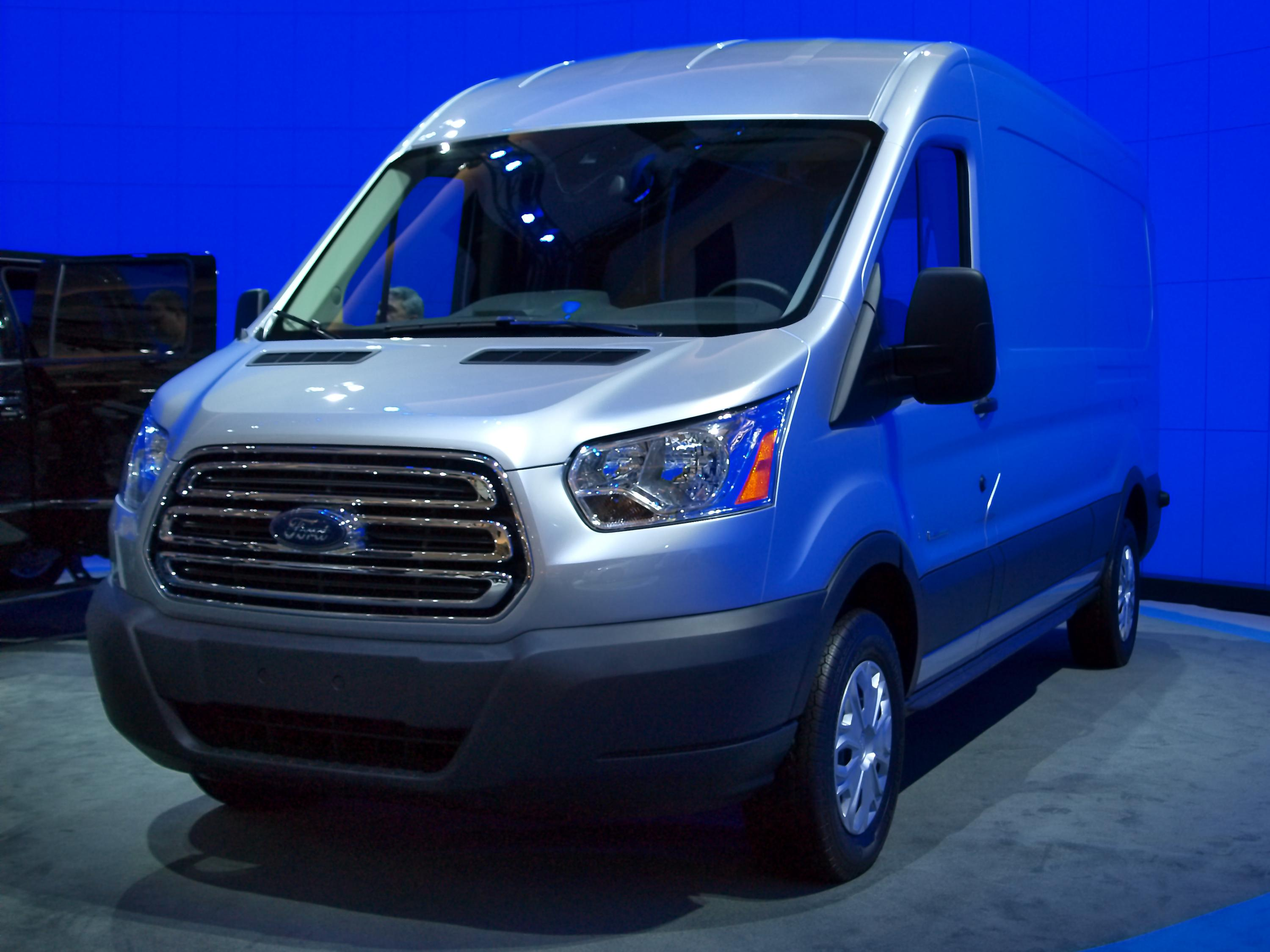
Setena generació (Es posarà a la venda entre 2013 i 2014)